# 835
835 (DCCCXXXV) var ett normalår som började en fredag i den julianska kalendern.

## Händelser

### Okänt datum
- Firandet av Alla helgons dag blir obligatoriskt i hela Frankerriket, och datumet sätts till den 1 november.

## Födda
- Ethelbert av Wessex, kung av Wessex och kung av Kent.

## Avlidna
- Muhammad Jawad at-Taqi, shiaimam.